# Sidymella kochi
Sidymella kochi är en spindelart som först beskrevs av Simon 1908.  Sidymella kochi ingår i släktet Sidymella och familjen krabbspindlar.
Artens utbredningsområde är Western Australia. Inga underarter finns listade i Catalogue of Life.